# Nationaal park Mokala
Het Nationaal park Mokala is een Zuid-Afrikaans wildpark in de Noord-Kaap, 80 kilometer ten zuidwesten van Kimberley. Bij oprichting in 2007 was het park 19.611 hectare groot.
Het park is opgericht ter vervanging van het voormalige nationaal park Vaalbos, dat wegens landclaims ontruimd moest worden. Dieren uit het oude park zijn naar het nieuwe park overgebracht.
Mokala is de Setswananaam voor de Acacia erioloba, een in de regio veel voorkomende boomsoort die kenmerkend is voor het droge westelijke binnenland van Zuid-Afrika. Het nationale park ligt in een overgangszone tussen de Karoo en de Kalahari. In het zuiden van het park komen veel dolerietheuvels voor, kenmerkend voor de Karoo, met daartussen savanne- en bushlandschappen, terwijl in het noorden van het park de woestijnlandschappen van de Kalahari overheersen.

## Fauna

### Zoogdieren

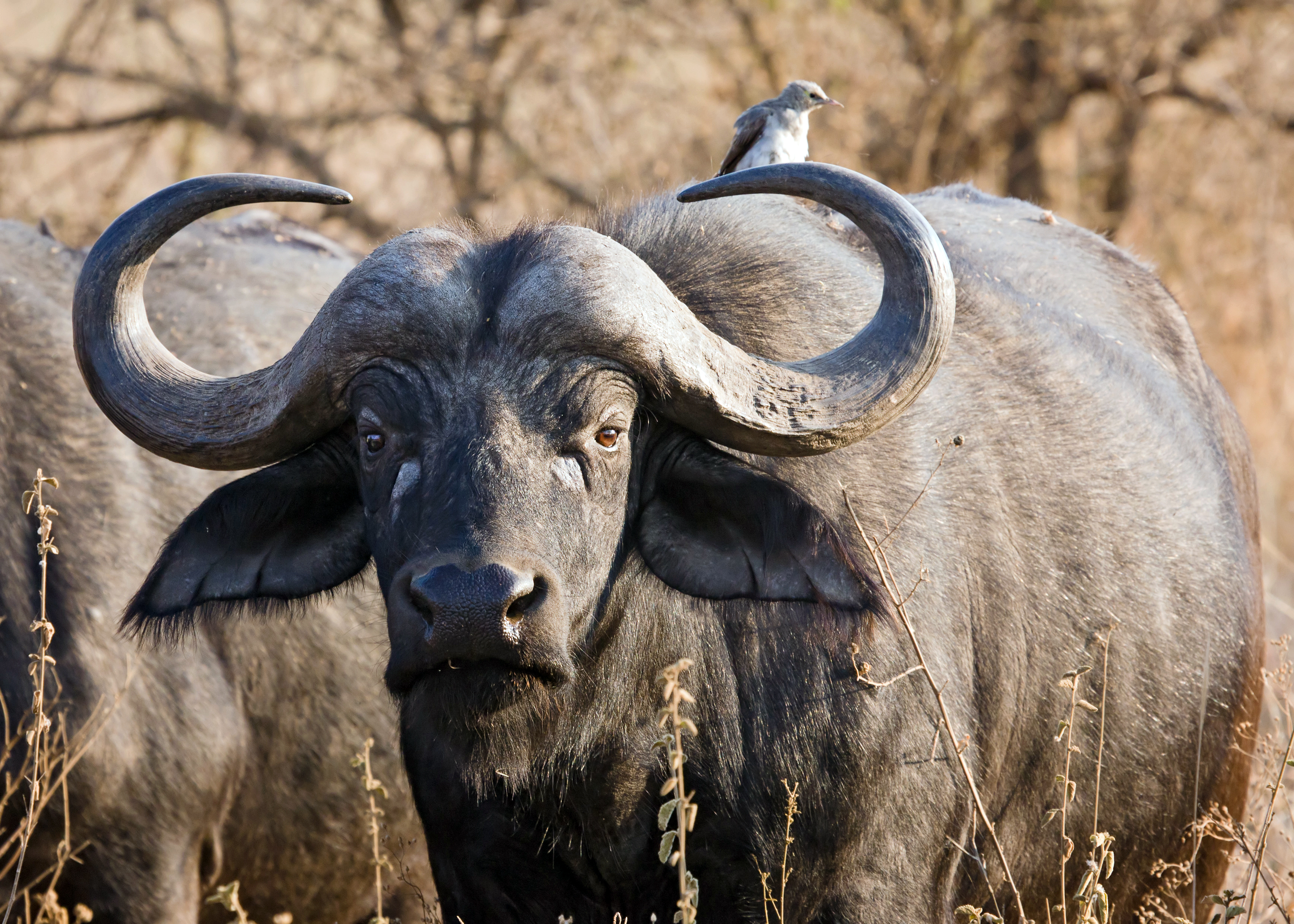
Kafferbuffel
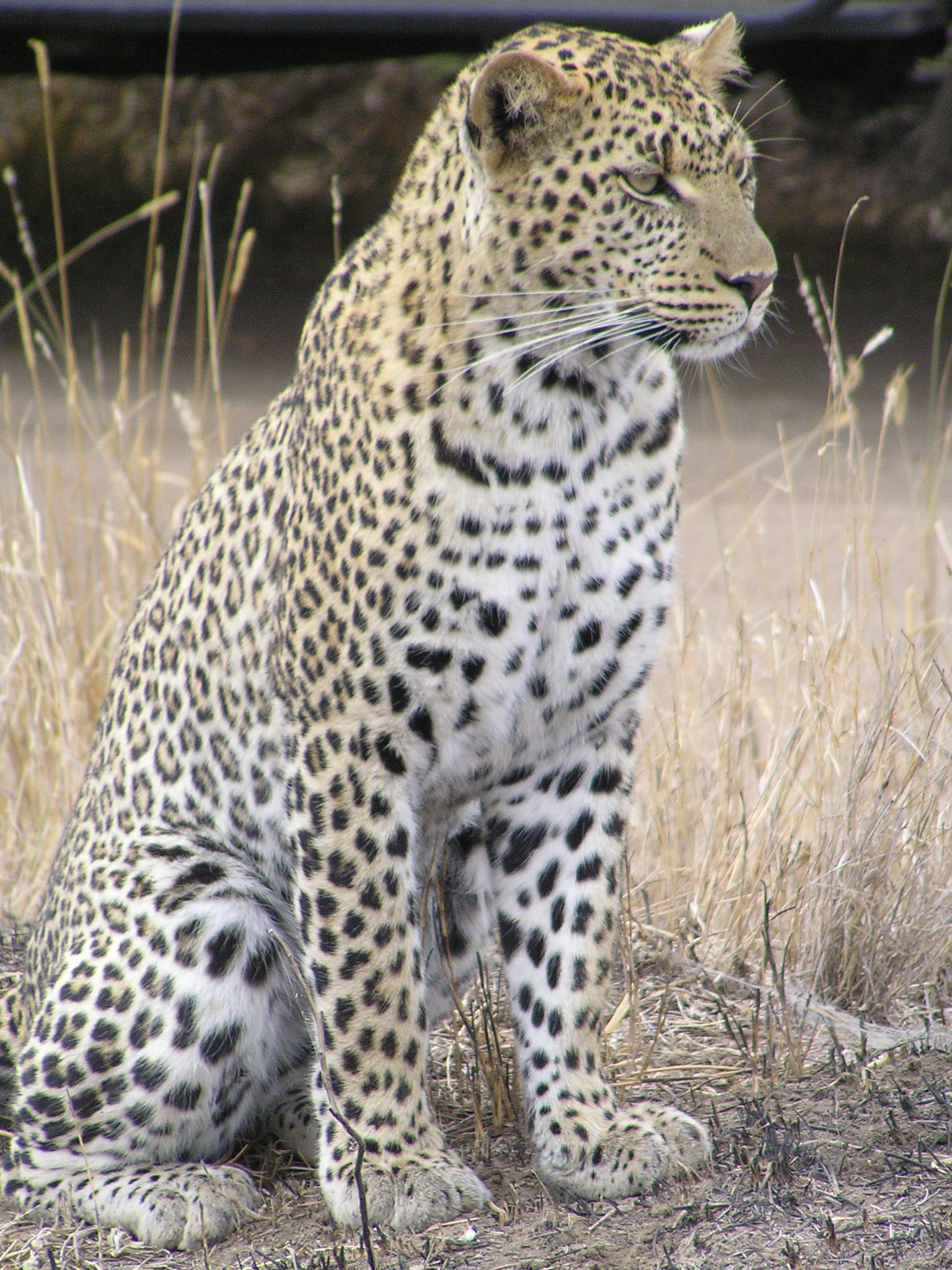
Luipaard
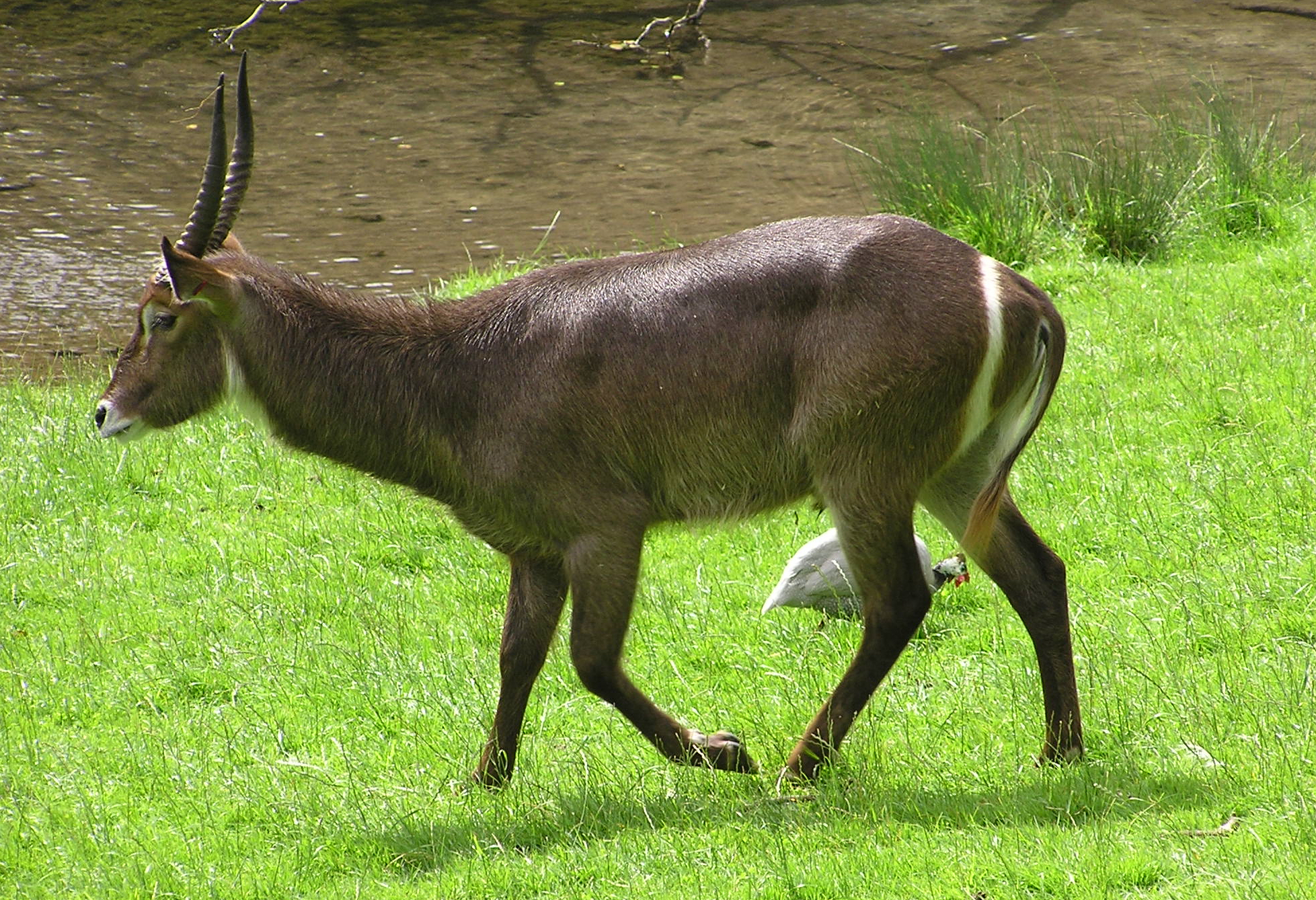
Waterbok
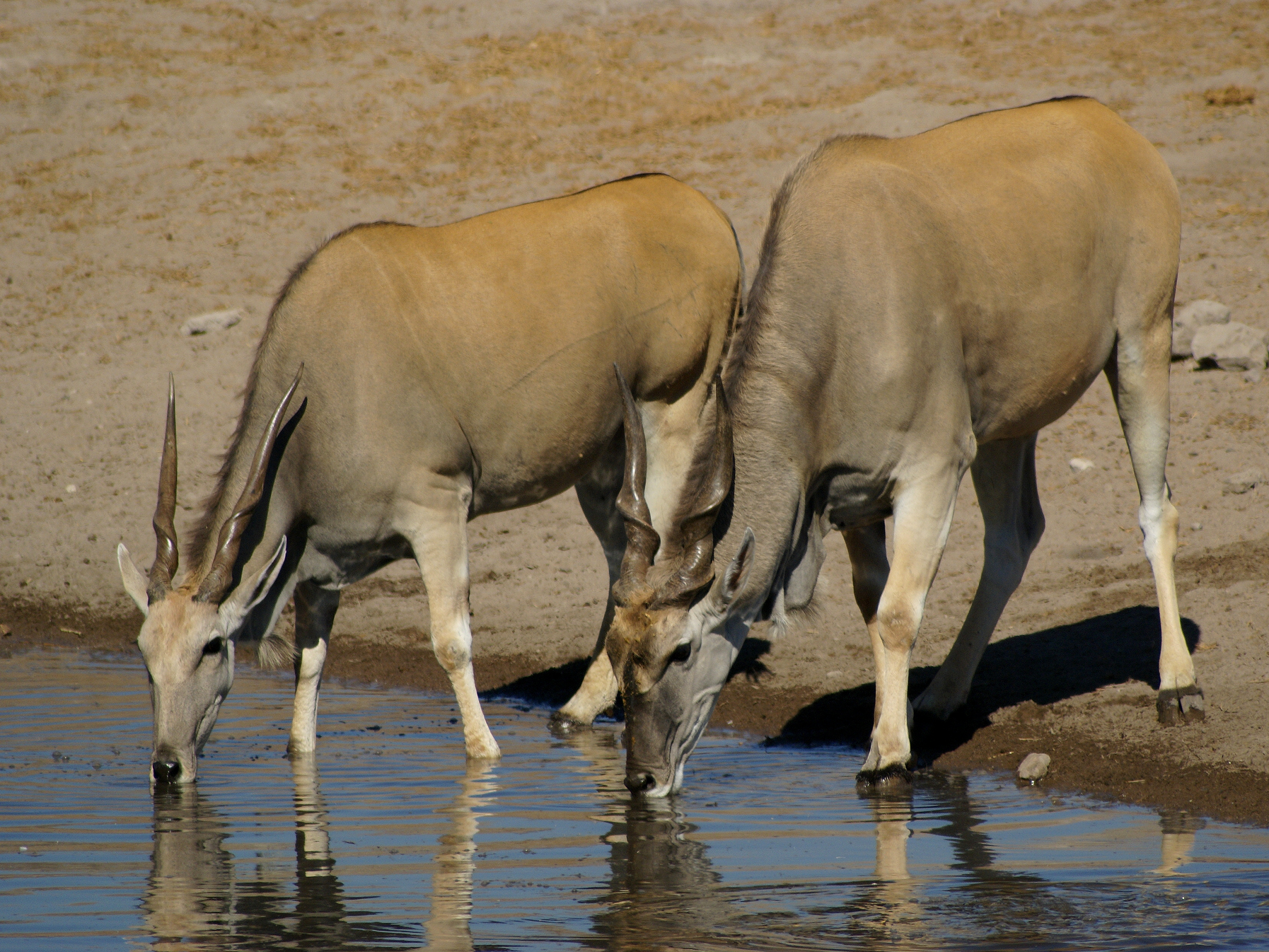
Elandantilope
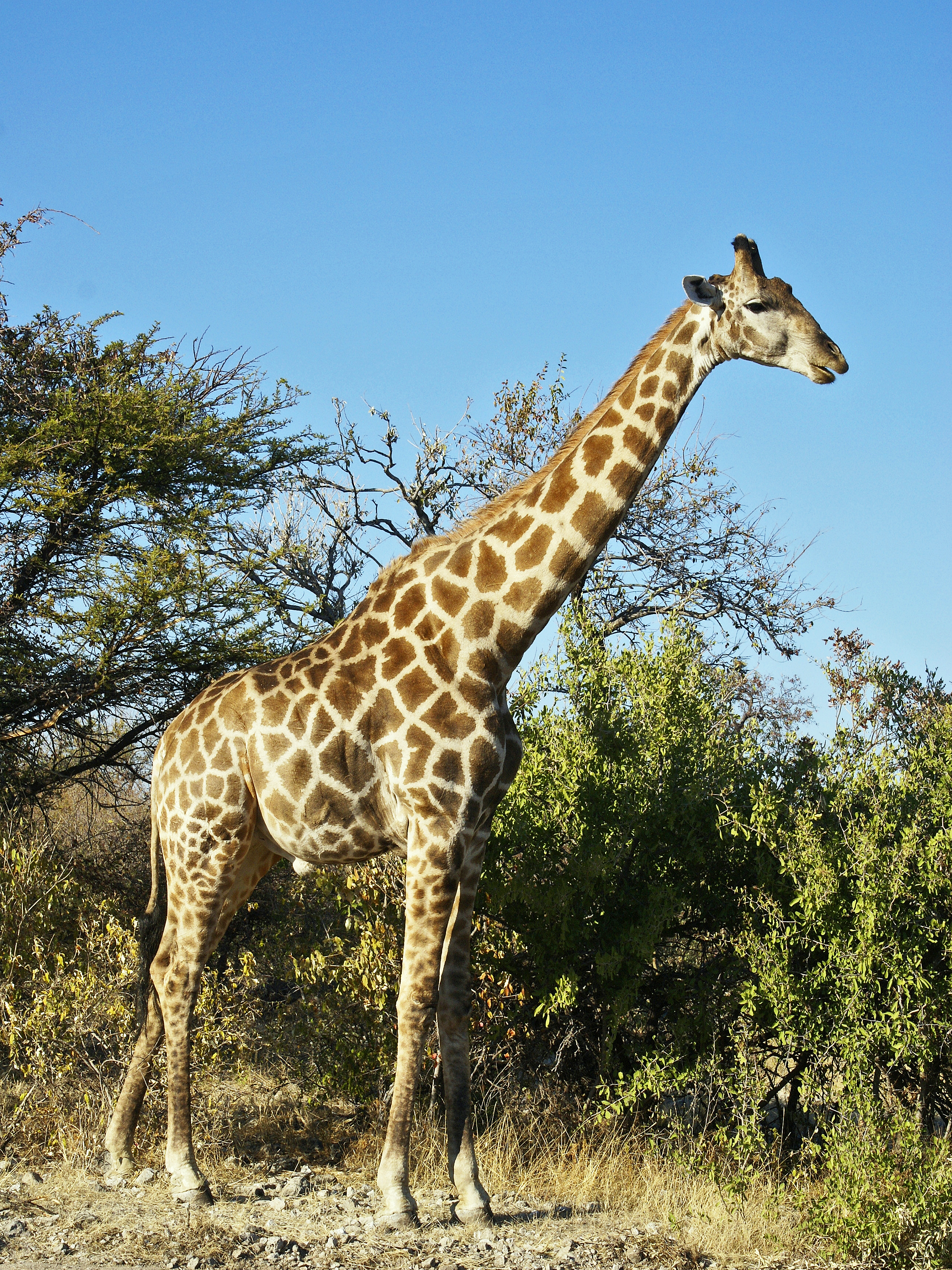
Giraffe
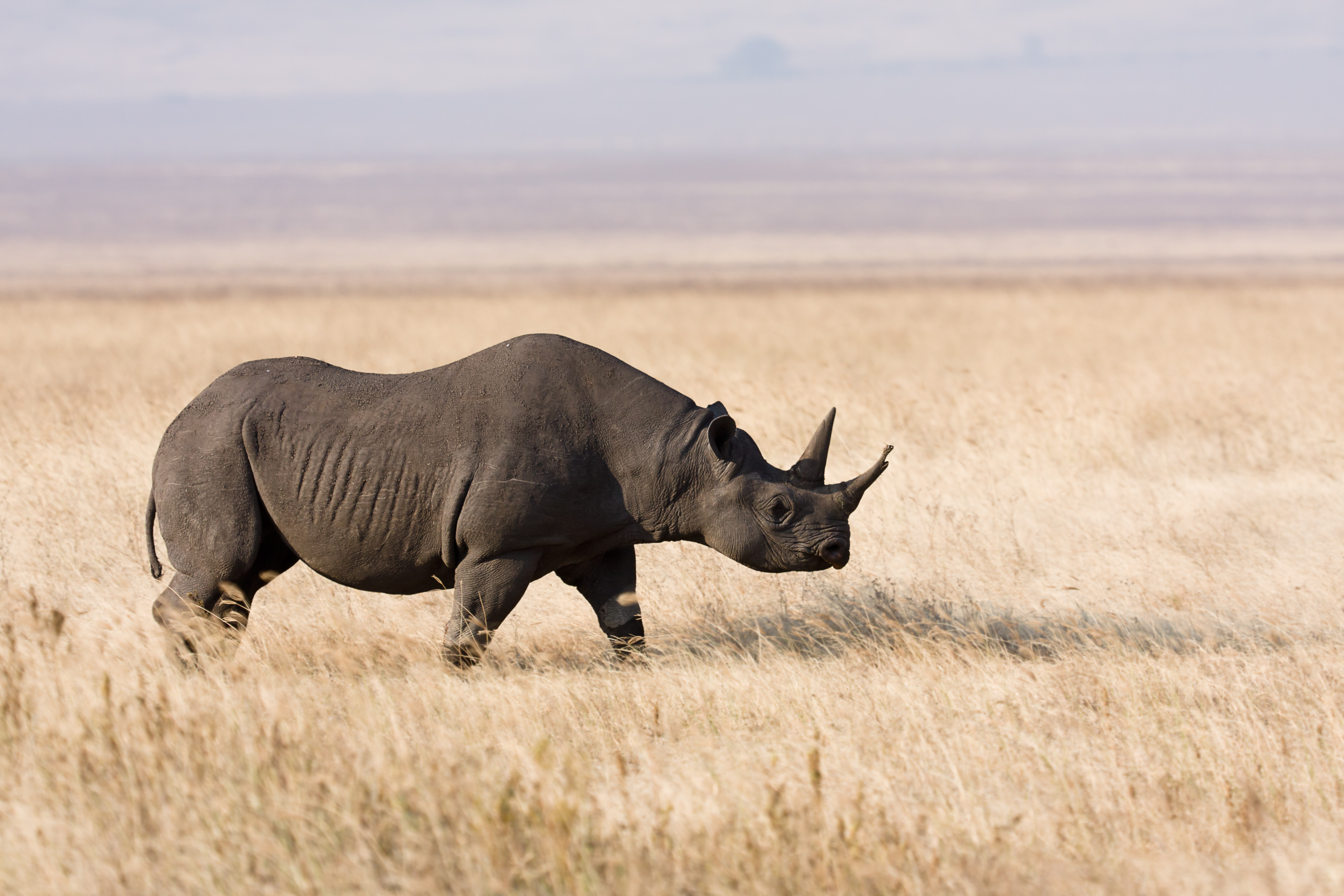
Zwarte neushoorn
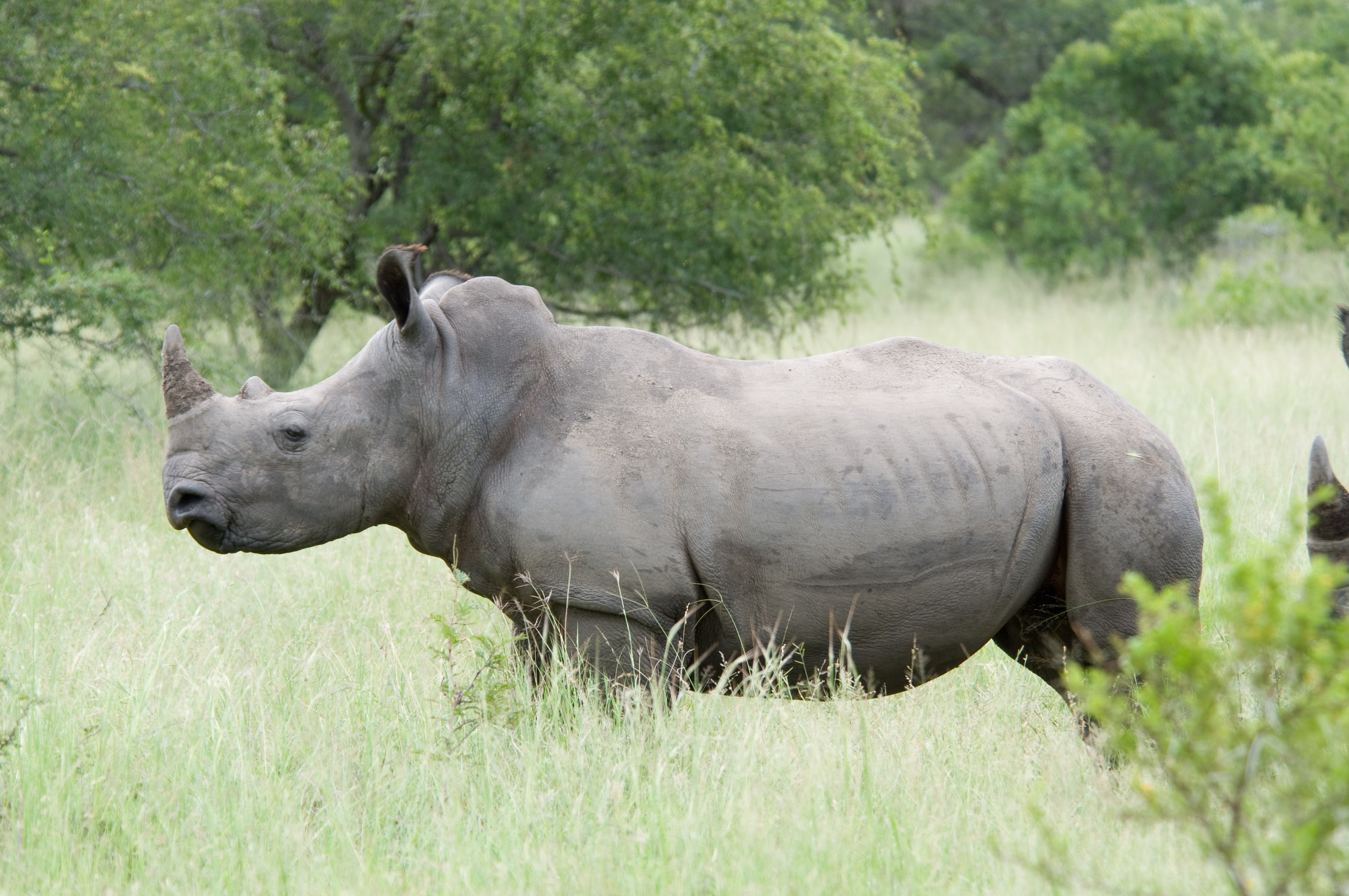
Witte neushoorn
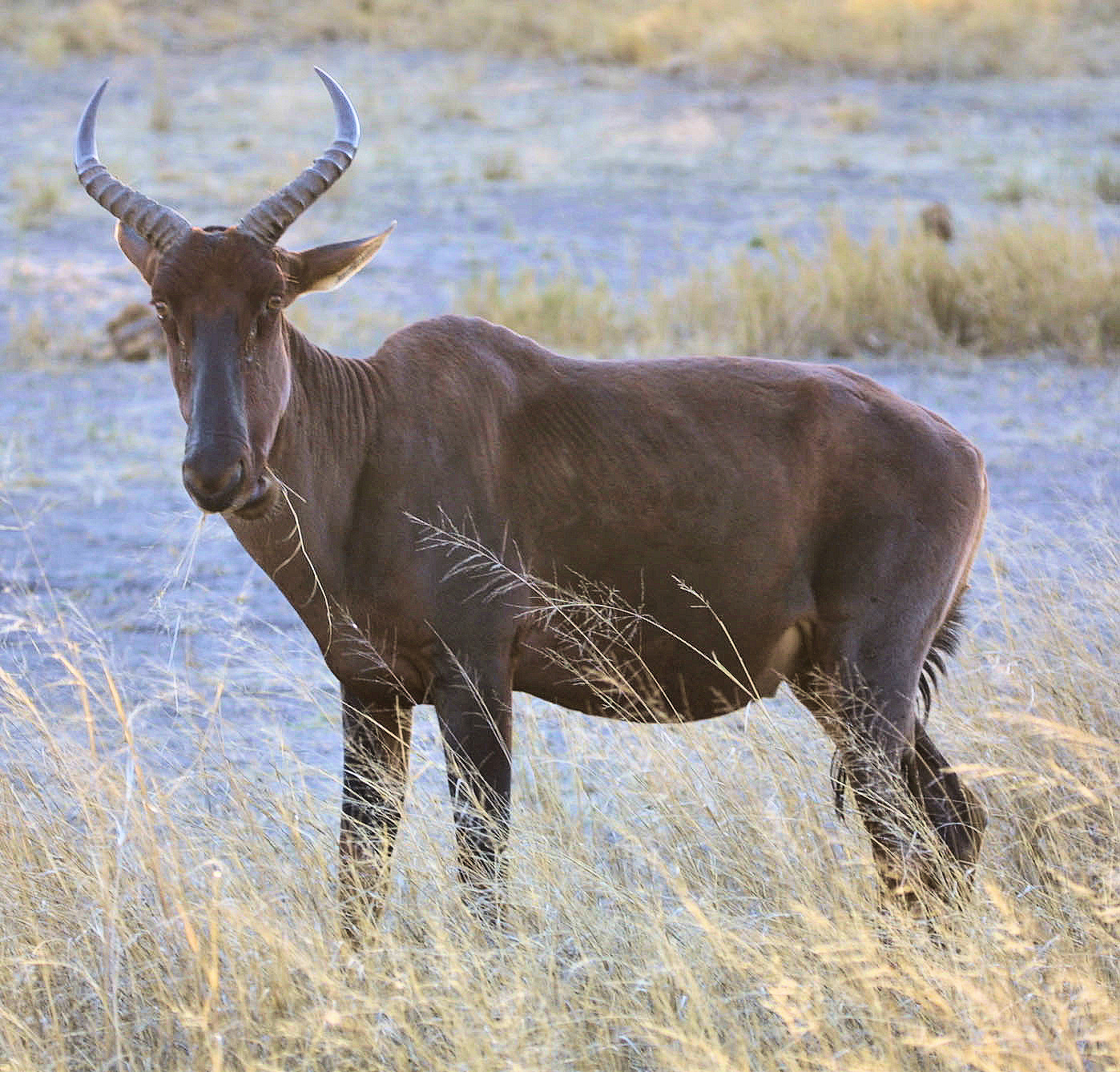
Lierantilope
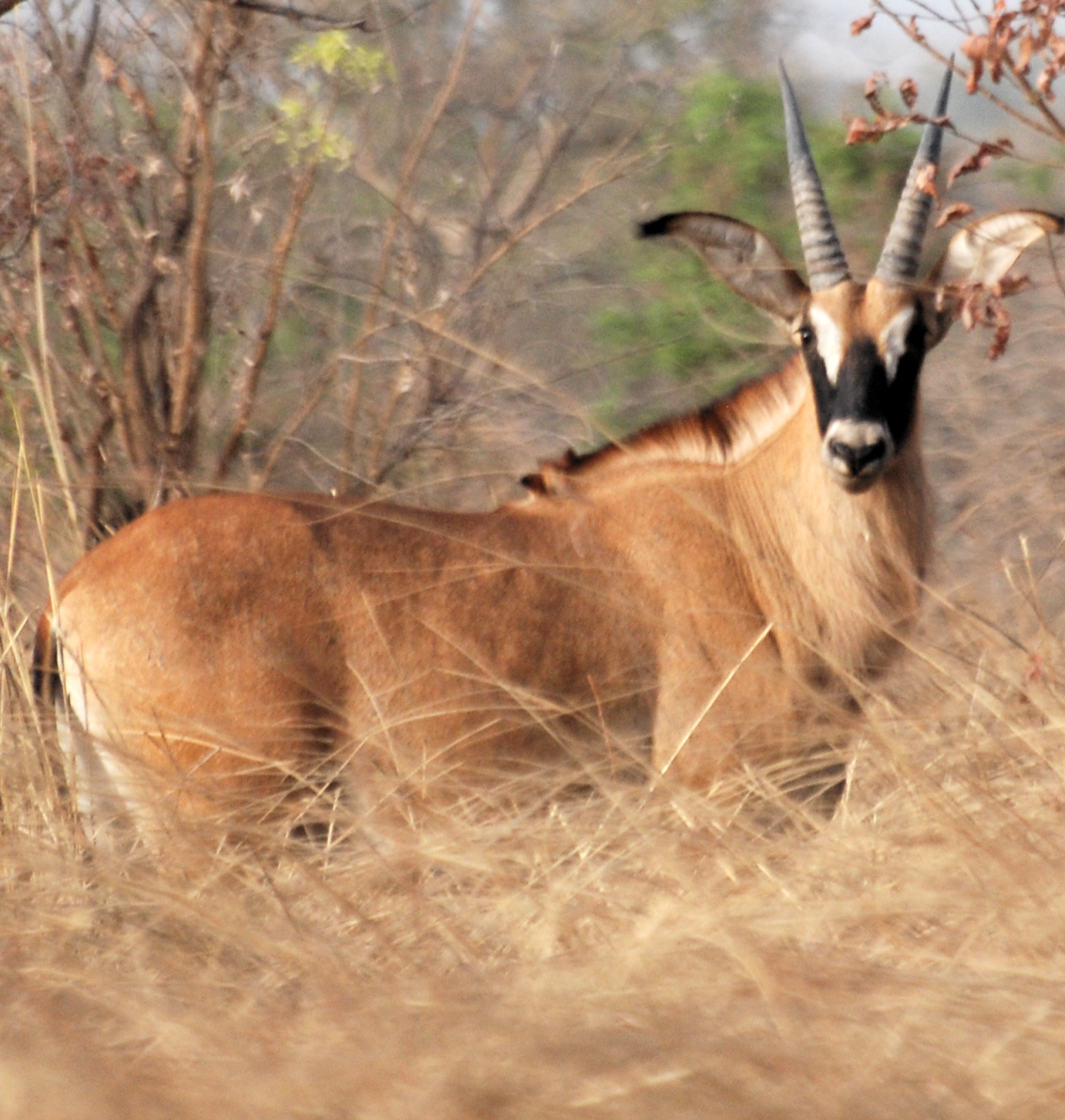
Roanantilope
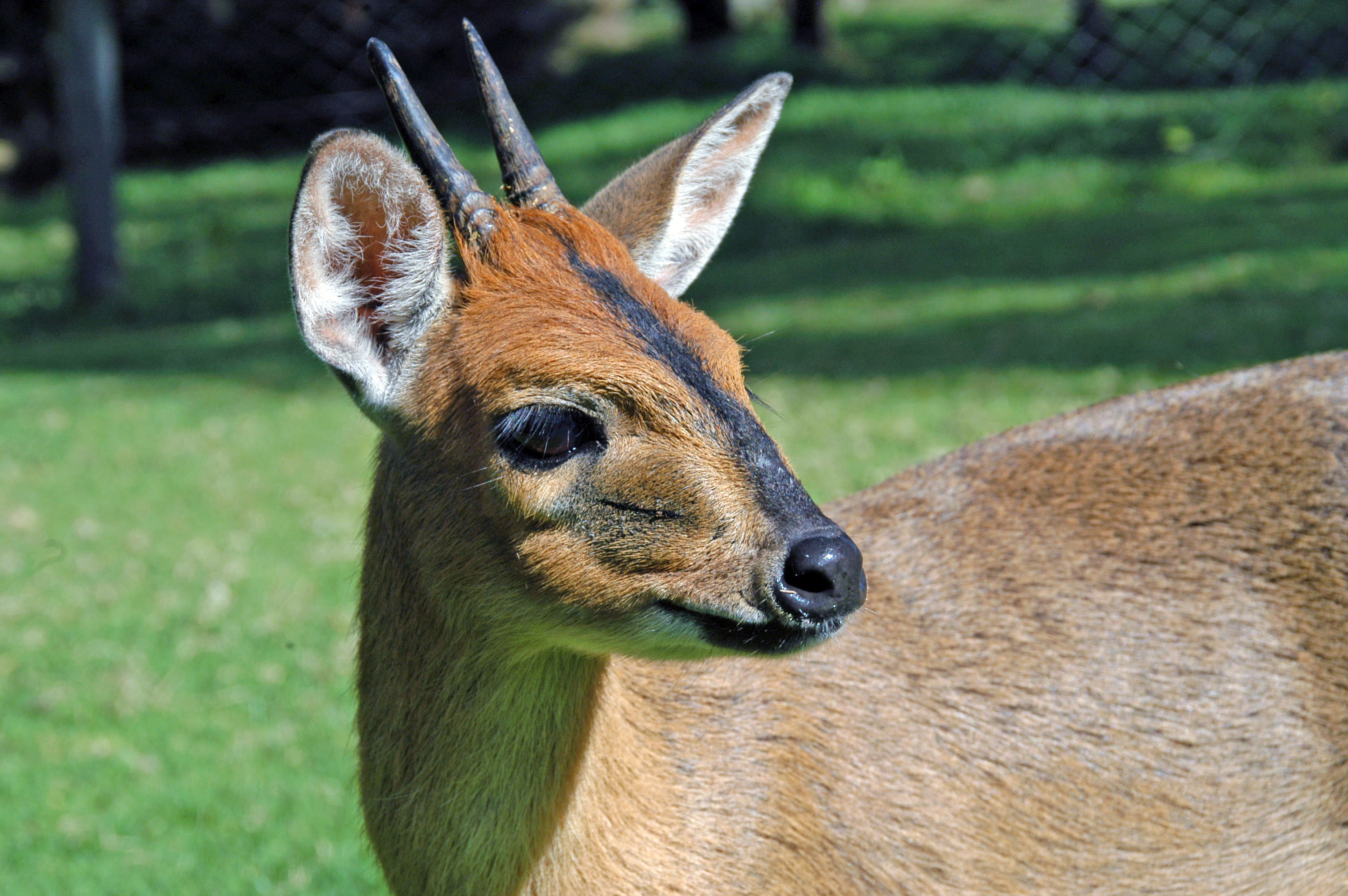
Duiker
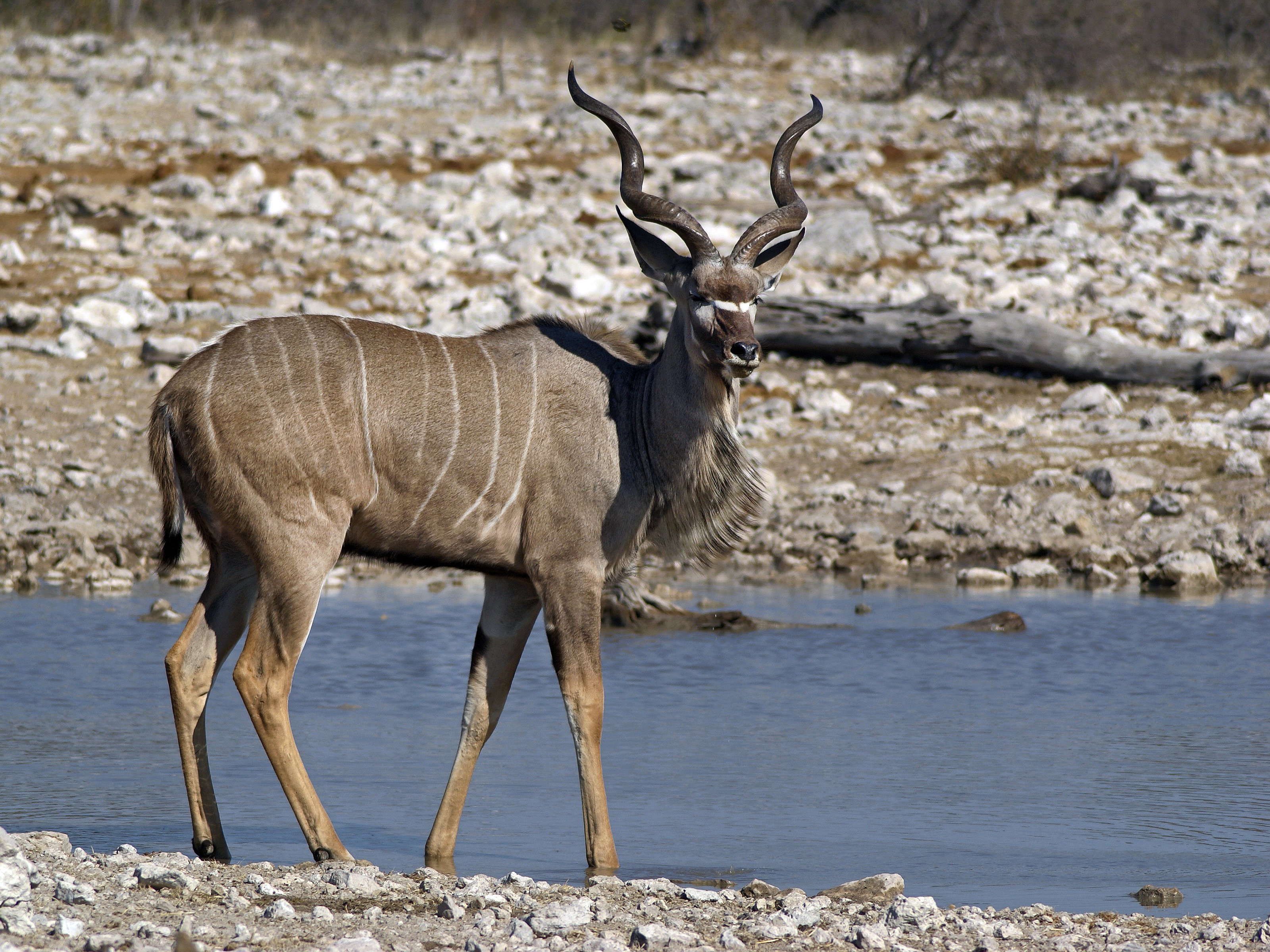
Koedoe
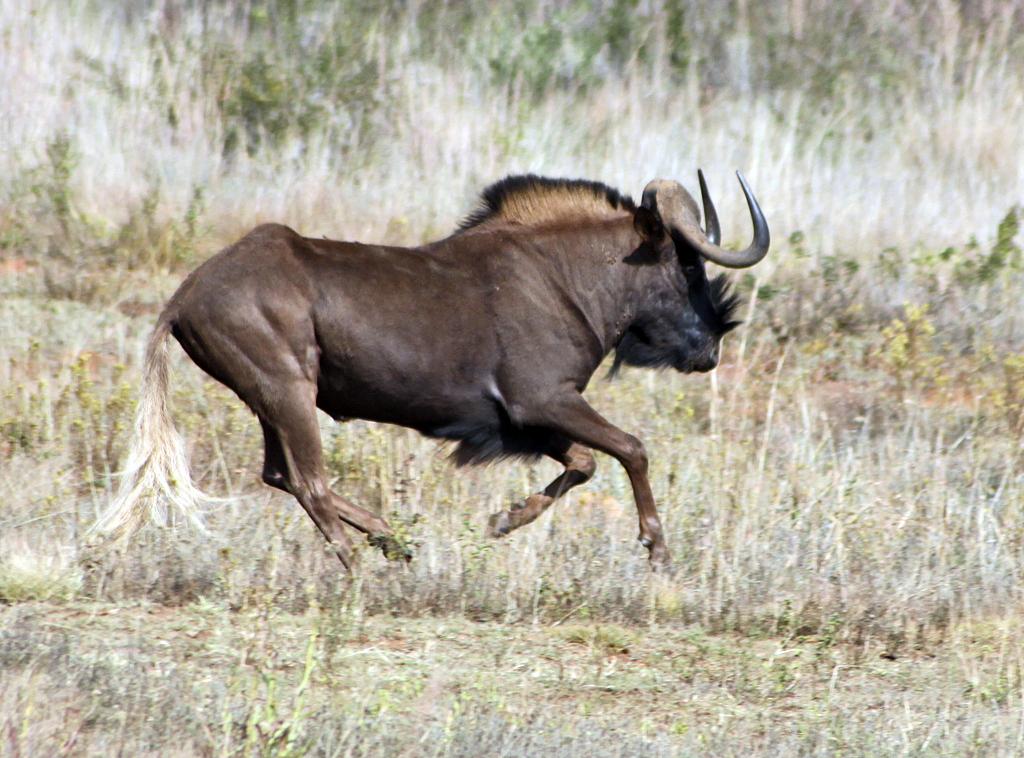
Witstaartgnoe
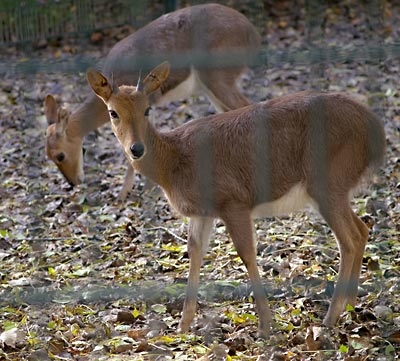
Bergrietbok
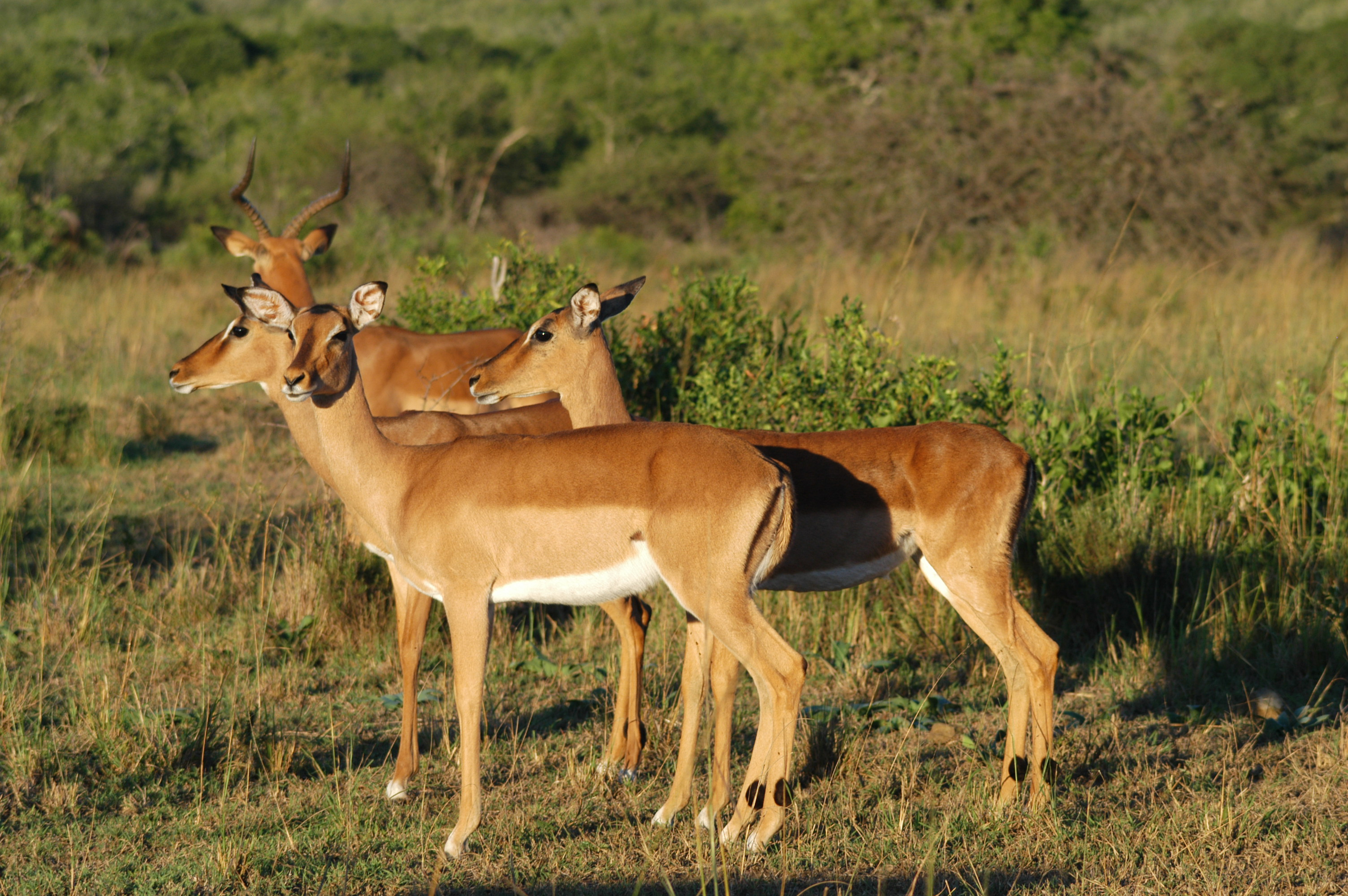
Impala
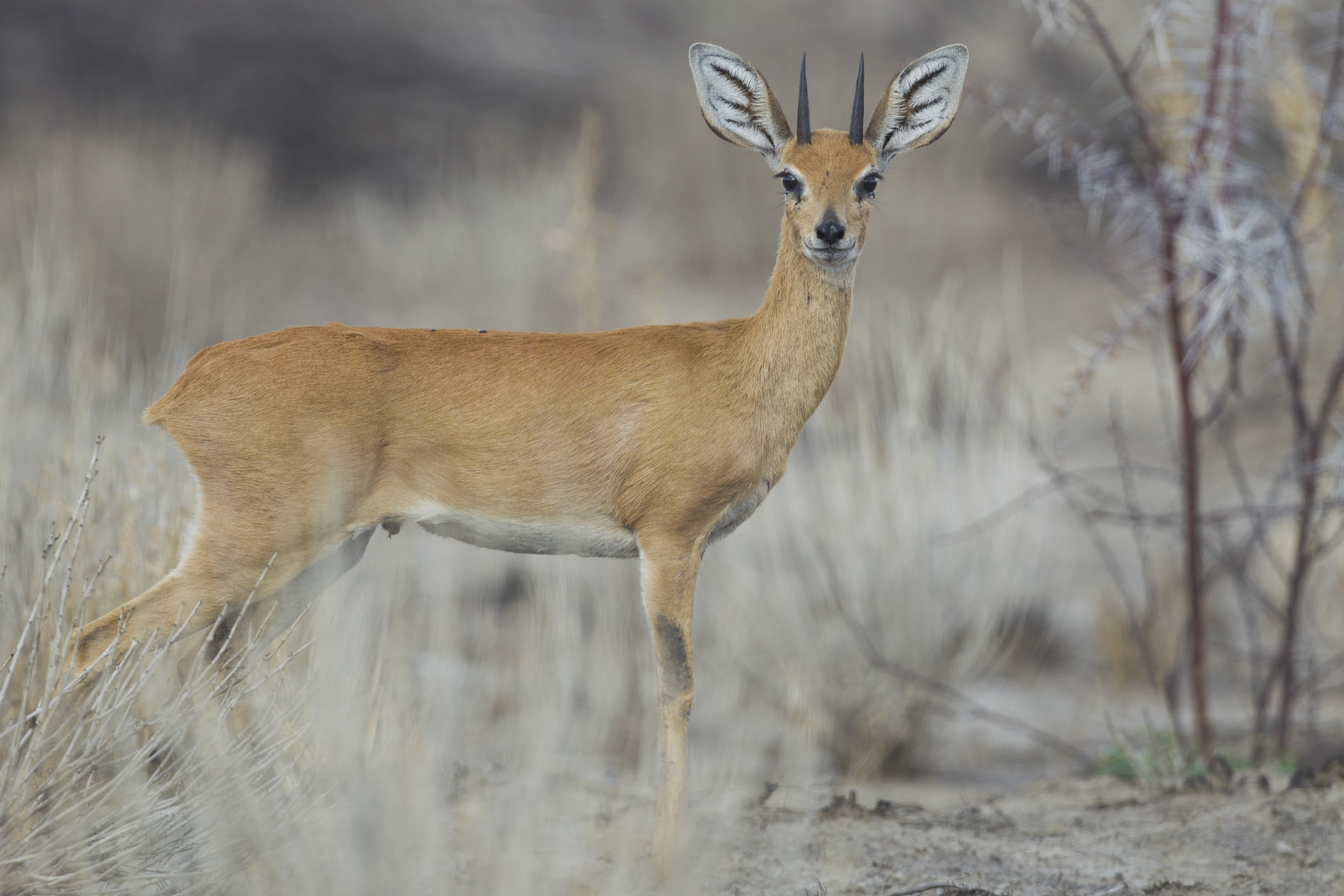
Steenbok
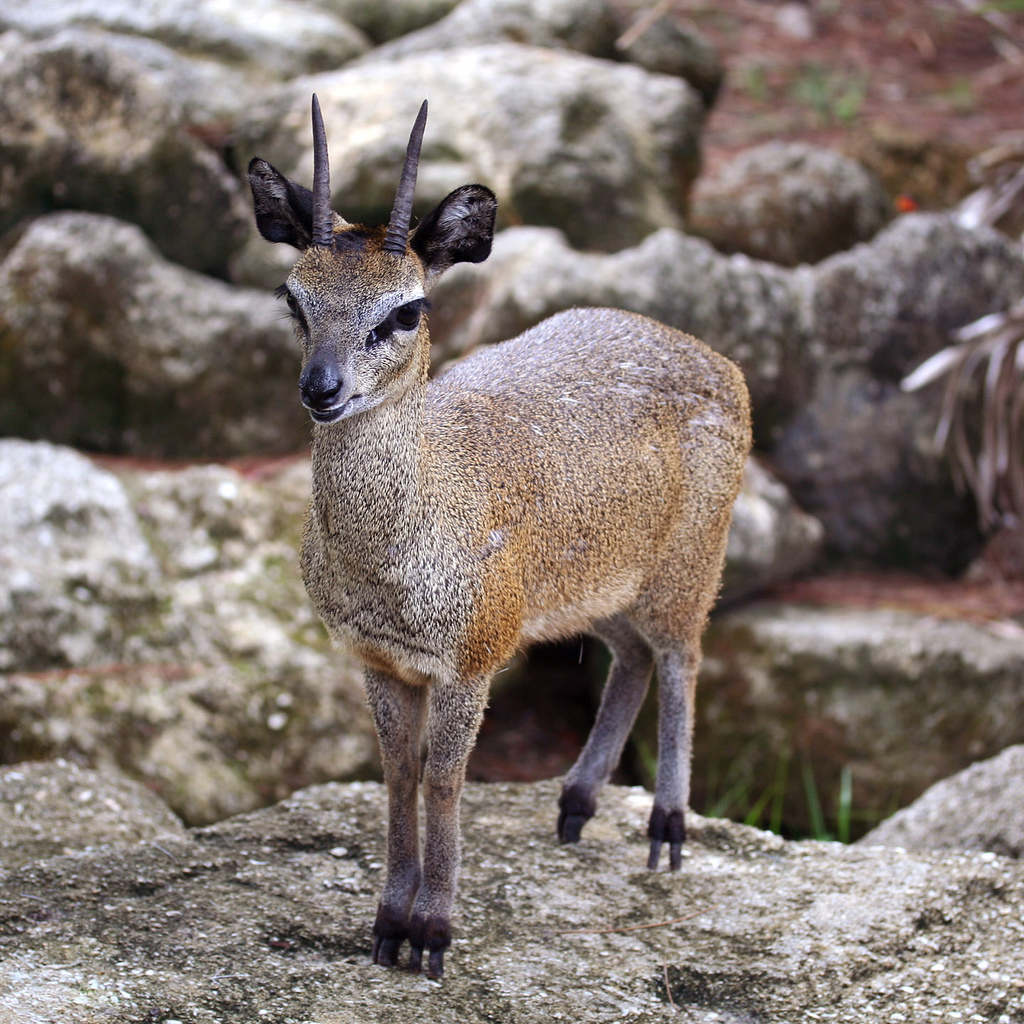
Klipspringer
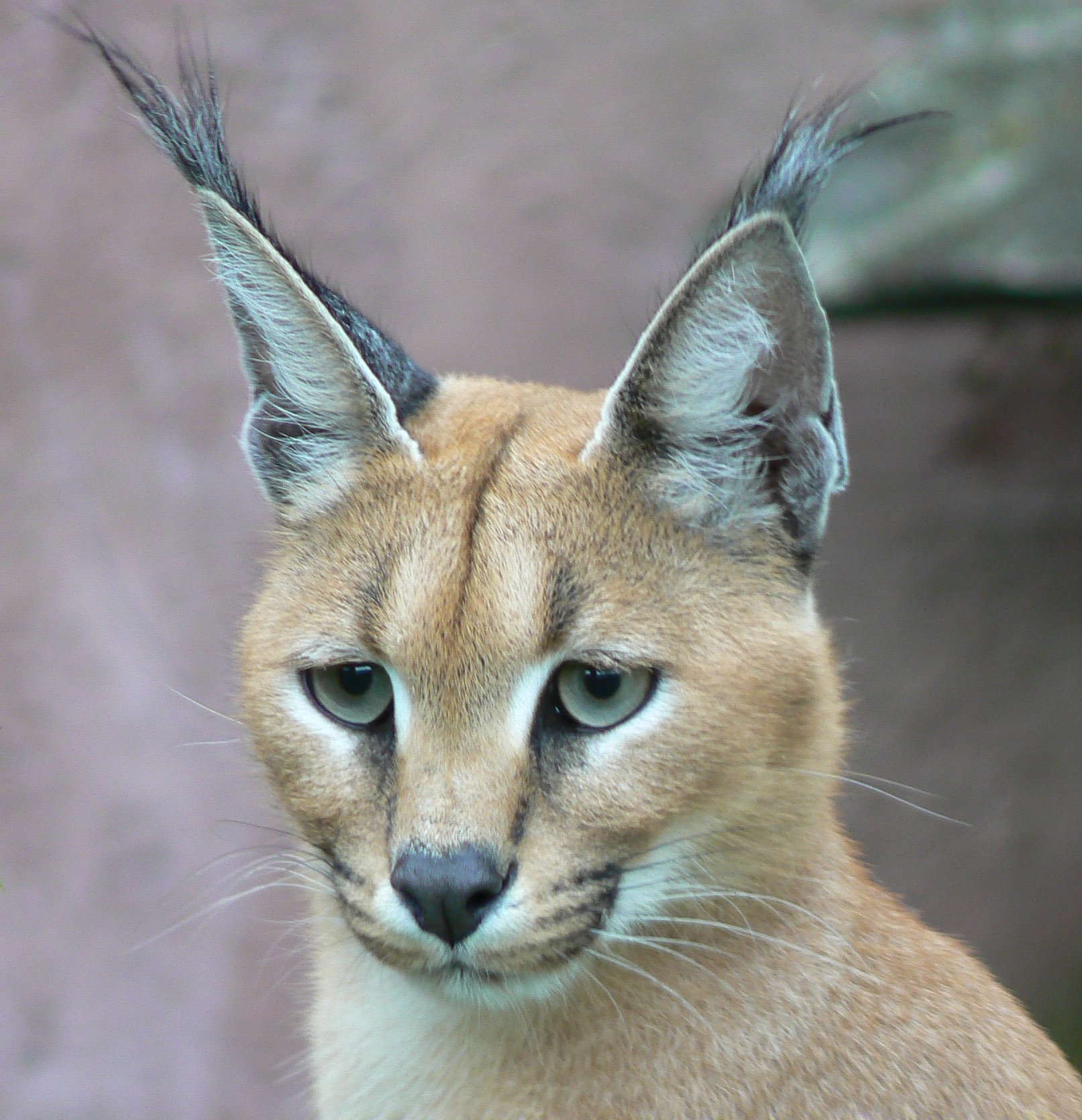
Caracal
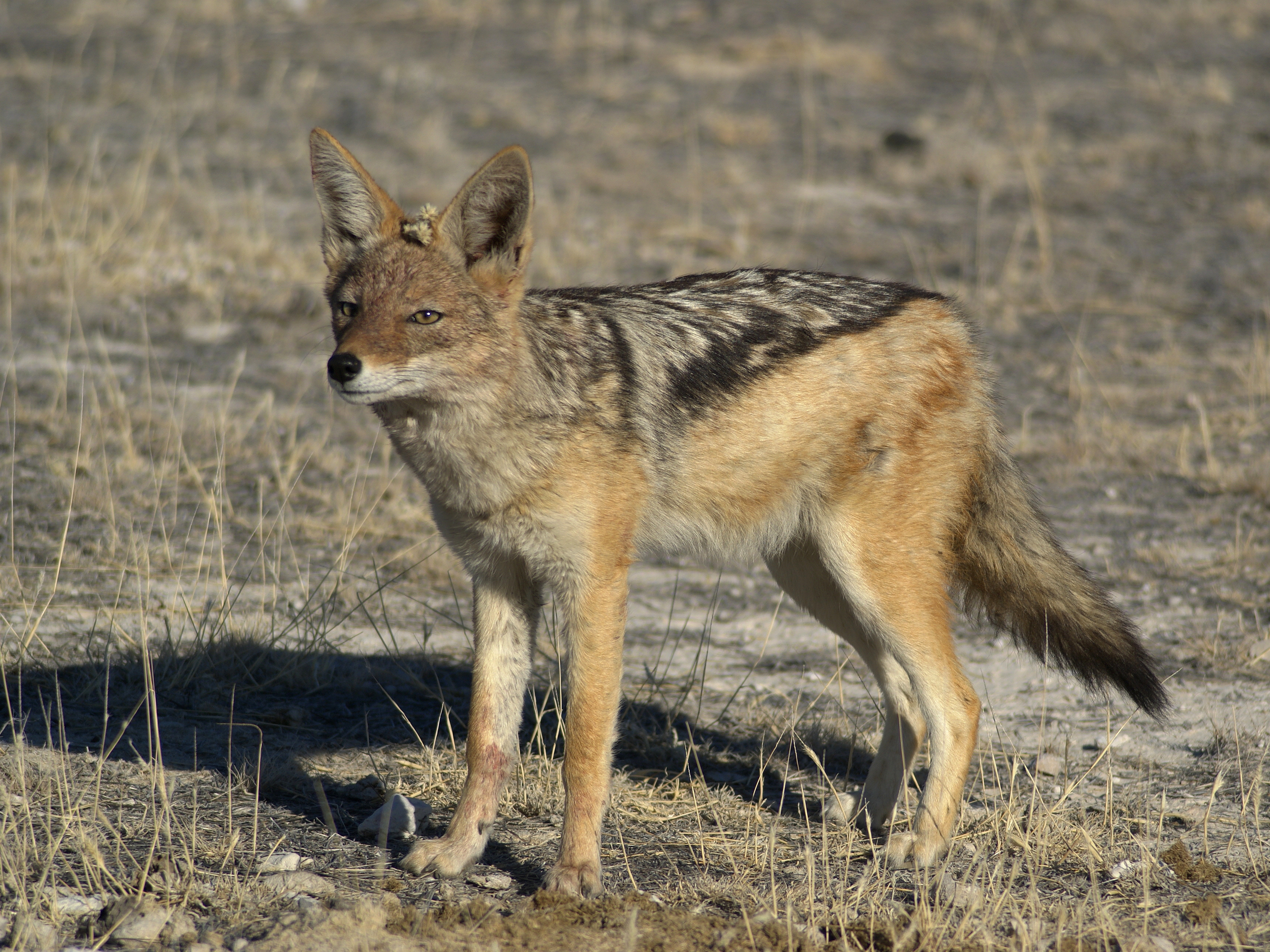
Zadeljakhals
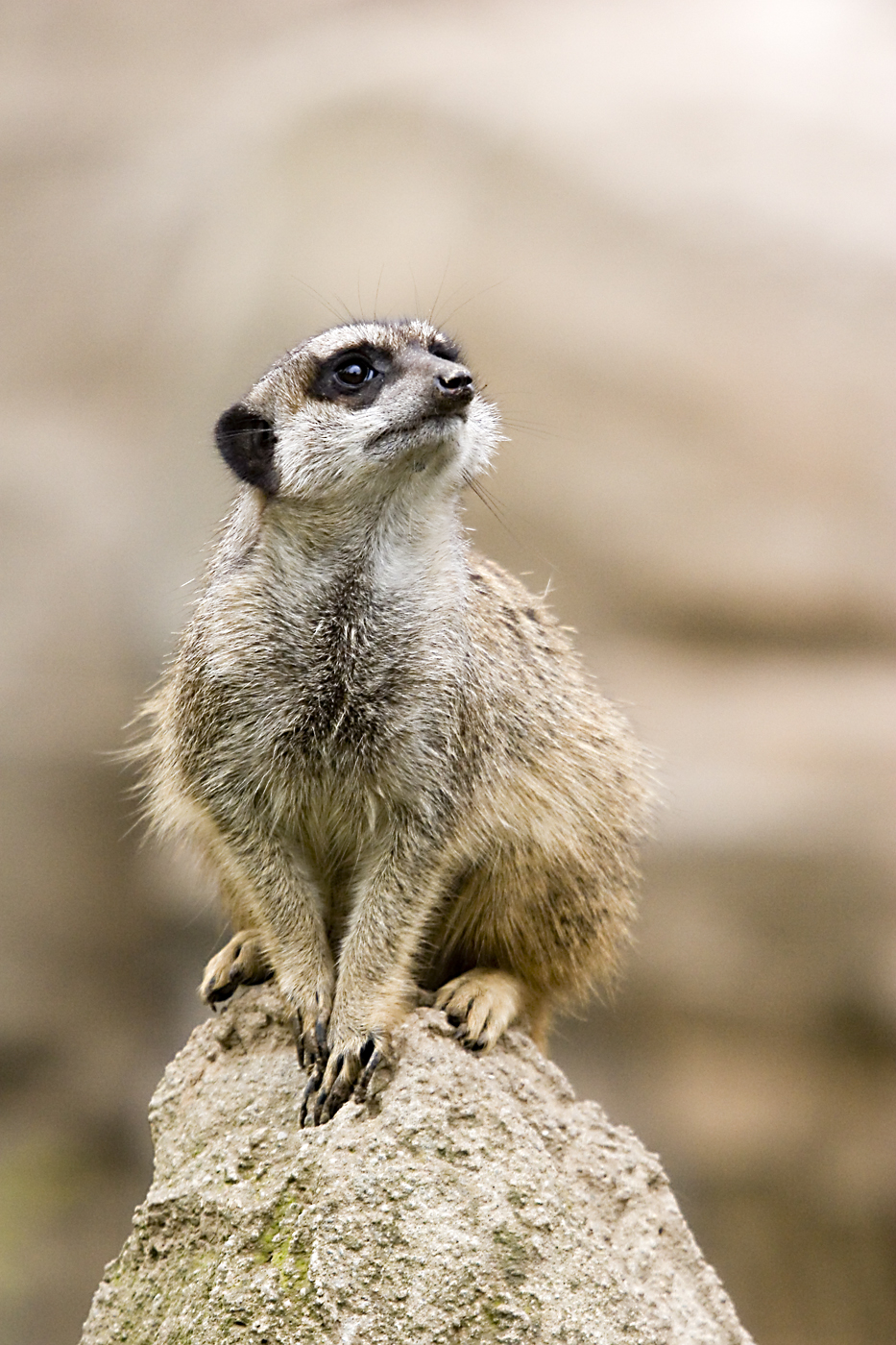
Stokstaartje.

## Flora

### Bomen

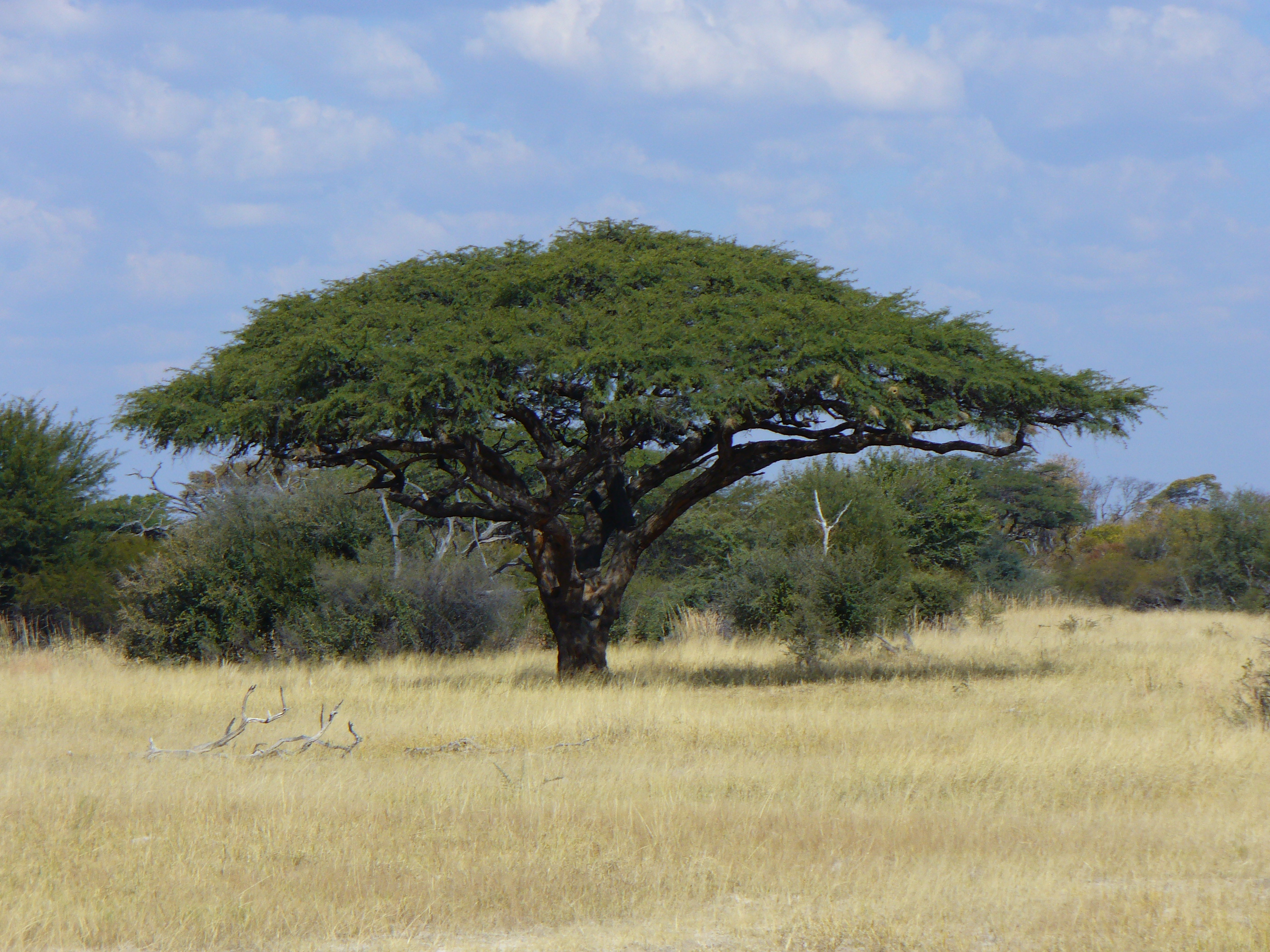
Acacia erioloba (af:Kameeldoring)
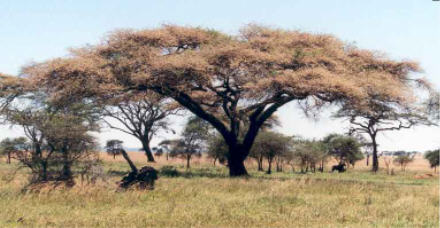
Acacia tortilis (af:Haak-en-Steek)
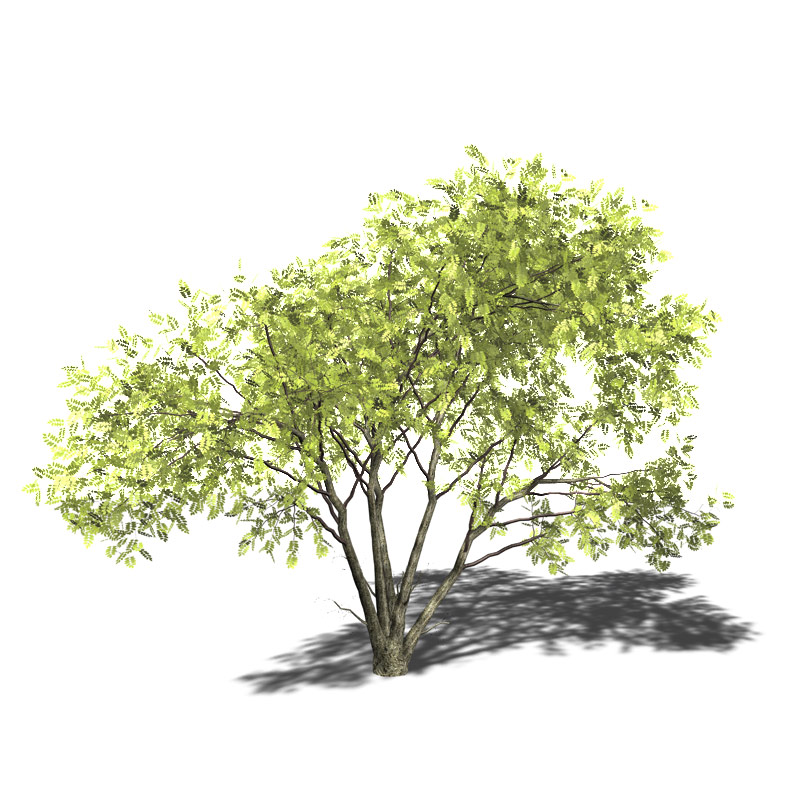
Acacia mellifera (af:Swarthaak)
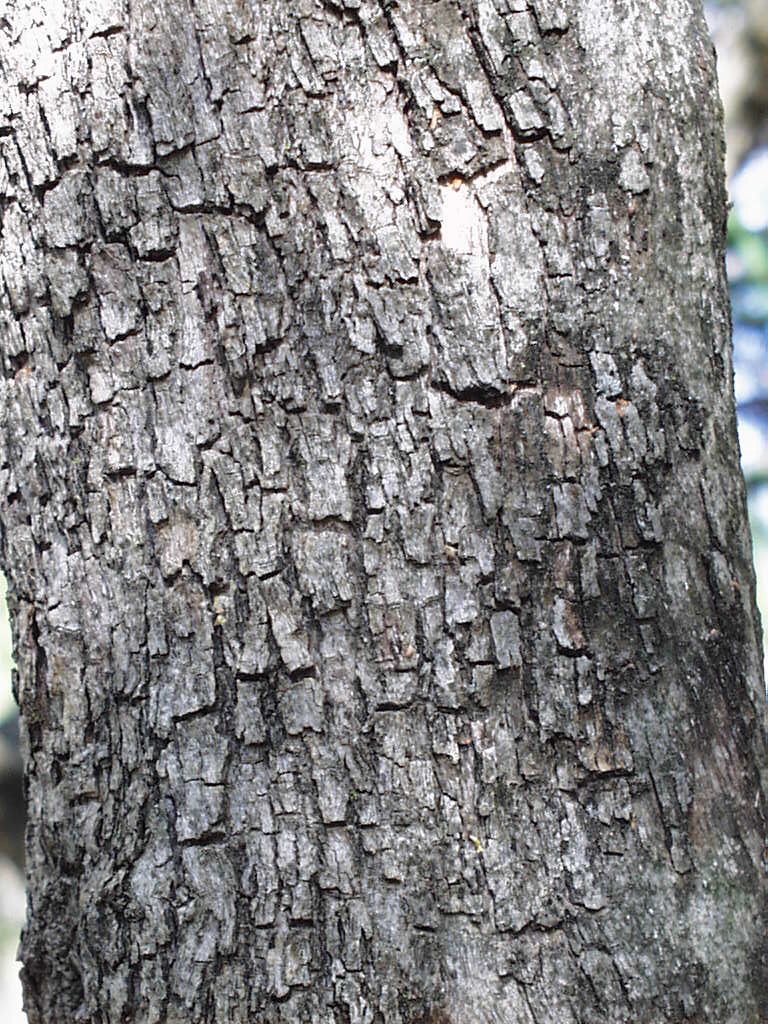
Ziziphus mucronata (af:Blinkblaar-wag-'n-bietjie)

## Accommodatie & bezoek

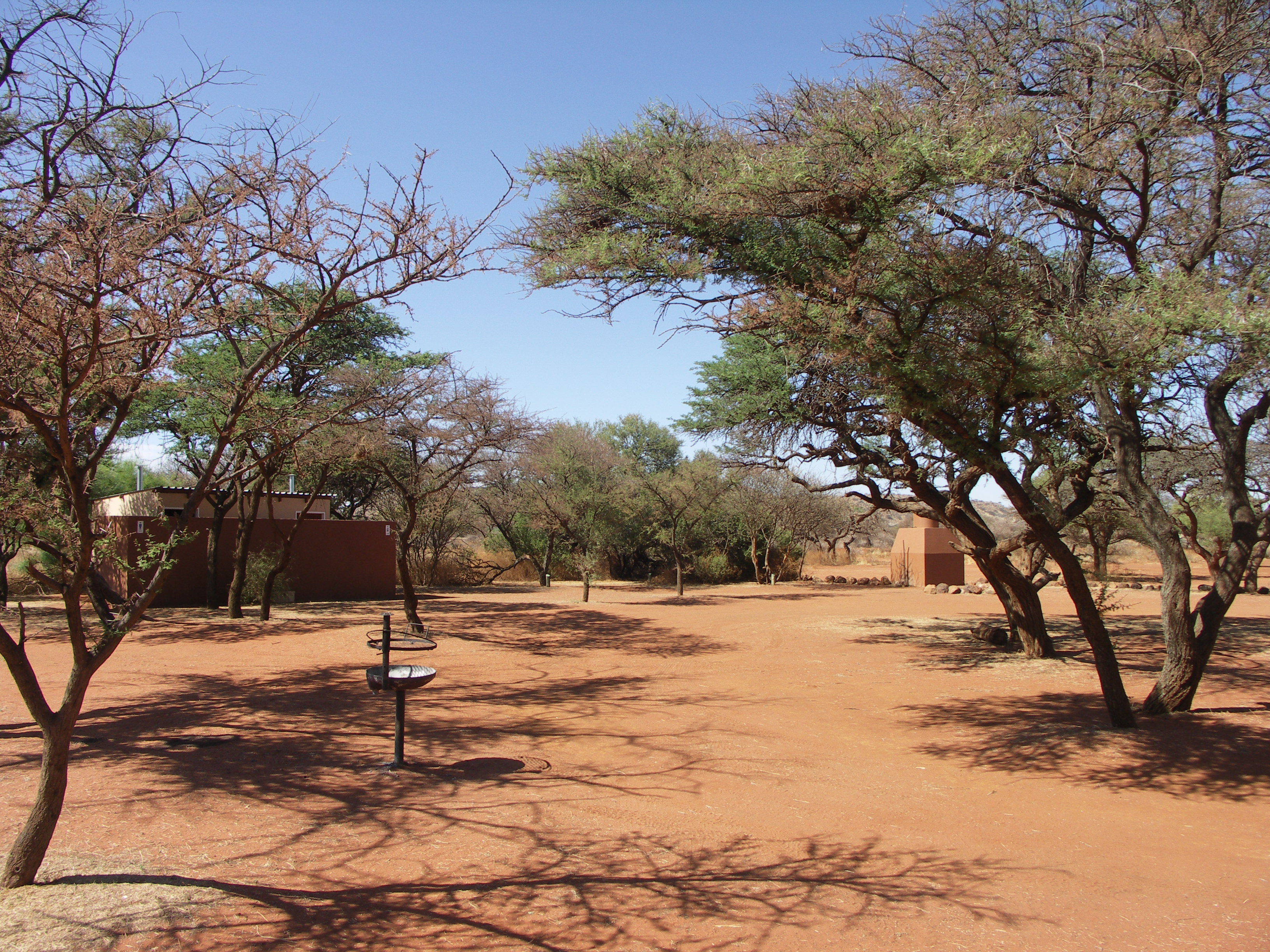
Haak-en-Steek kampplek

Het park is vrij te bezoeken, accommodatie is beschikbaar bij drie lodges, Mosu, Mofele and Lilydale, en ook bij het Haak-en-Steek kamp.
De dichtst bij het park gelegen plaats is Kimberley.

## Bron
- National Parks and Nature Reserves. Chris & Mathilde Stuart. Struik Travel and Heritage. 2012. ISBN 978-1-77007-742-3

Addo Elephant ·
Agulhas ·
Ai-Ais/Richtersveld ·
Augrabies ·
Bergkwagga/Mountain Zebra ·
Bontebok ·
Tuinroete ·
Golden Gate Hoogland ·
Kamdeboo ·
Karoo ·
Kgalagadi ·
Kruger ·
Mapungubwe ·
Marakele ·
Meerkat ·
Mokala ·
Namakwa ·
Tafelberg ·
Tankwa Karoo ·
Weskus